# Tilleux
Tilleux település Franciaországban, Vosges megyében. Lakosainak száma 71 fő (2022. január 1.). Tilleux Certilleux, Circourt-sur-Mouzon, Landaville és Rouvres-la-Chétive községekkel határos.

## Népesség
A település népessége az elmúlt években az alábbi módon változott:
| Lakosok száma | 68   | 57   | 55   | 58   | 61   | 64   | 66   | 69   | 71   |
|               | 2013 | 2015 | 2016 | 2017 | 2018 | 2019 | 2020 | 2021 | 2022 |